# Света Три јерарха
Света Три јерарха су светитељи: Василије Велики, Григорије Богослов и Јован Златоусти.

## Празновање
Сваки од светитеља има свој дан празновања у месецу јануару и то: Василије Велики 1. јануар (по црквеном), Григорије Богослов 25. јануар (по црквеном) и Јован Златоуст 27. јануар и 13. новембар (по црквеном). А овај заједнички празник установљен је у 11. веку за време цара Алексија Комнина.
Једном наста однекуда распра у народу око тога, ко је од ове тројице највећи. Једни уздизаху Василија због његове чистоте и храбрости; други уздизаху Григорија због његове недостижне дубине и висине ума у богословљу; трећи уздизаху Златоуста због његове чудесне красноречивости и јасноће излагања вере. И тако, једни се назваше Василијани, други Григоријани, а трећи Јованити. Но промислом Божјим овај спор би решен на корист цркве и на још већу славу тројице светитеља. Епископ евхаитски Јован (27. јуна) имаде једну визију у сну, наиме: најпре му се јавише сваки од ова три светитеља, посебно у великој слави и неисказаној красоти, а потом сва три заједно. Тада му рекоше: Ми смо једно у Бога, као што видиш, и ништа нема у нама противречно... нити има међу нама првог ни другог. Још посаветоваше светитељи епископа Јована да им он напише једну заједничку службу и да им се одреди један заједнички дан празника. Поводом овога дивног виђења спор се реши на тај начин што се одреди 30. јануар/12. фебруар као заједнички празник за сва три ова јерарха. Овај празник грчки народ сматра не само црквеним него и својим највећим националним и школским празником.
Српска православна црква слави их 30. јануара по црквеном, а 12. фебруара по грегоријанском календару.
Овај велики празник се у црквеном календару обележава црвеним словом.
Света Три јерарха је код Срба и крсна слава, а славе га и многи манастири и цркве.
Поменути свеци су међу Србима заштитници људи и животиња од мраза, хладних и “злих” ветрова.
По томе какви ветрови дувају овог дана, прогнозира се какво ће време у току године бити.
Уколико дува с југа, година ће бити добра и богата, “северац” доноси лошу годину с хладним временом.
Источни ветар доноси несташице, а западни благодат, бар што се тиче рибе и млека. И ако ветра нема – добро је, чека нас весела и богата година.

## Предање
У време цара Алексија Комнина, дошло је међу ученим људима у Цариграду до несугласица и препирки, који је од тројице светитеља био највећи. По једнима је то био Свети Василије Велики, јер је дубоко продро у тајну бића, исти онај Василије који се својим врлинама уподобио Анђелима и такмичио се са њима. Он није тако лако опраштао грешницима, био је строг, јер немаде у себи ничег земаљског.
Насупрот њему, био је Свети Јован Златоуст, који је лако опраштао грешницима и привлачио их покајању. Зато га једни сматраше мањим од Василија Великог, а други пак због његове слаткоречивости и разумевања слабости људских већим од Василија. Постојала је и трећа група, која је величала Светог Григорија Богослова, сматравши да је он највећи од њих тројице, јер одликова се он китњастим и дивним стилом, којим је превазилазио све црквене мудраце. И тако дође до поделе међу присталицама њиховим на: Василијане, Григоријане и Јованите. Али, по промислу Божјем све се заврши у корист Цркве и то чудесним сновиђењем епископа Евхаитског Јована коме се јавише сва три светитеља рекавши му: „Ми смо једно у Бога, као што видиш и нема у нама ништа противречно, него смо сваки у своје време побуђивани Духом Божјим, писали разне књиге на спасење људи. И међу нама нема ни првог, ни другог, него ако једног споменеш, одмах су и друга двојица ту." Поучише они епископа Јована да се установи један заједнички празник и да се престане са деобом оних који се споре и препиру око њих.
Састављена је једна заједничка служба и одређен је један заједнички празник за сву тројицу који се празнује 12. фебруара (30. јануара по јулијанском календару), а сваки од ова три светитеља има посебан дан у години када се празнује. И то: Свети Василије Велики празнује се 14. јануара (1. јануара по старом календару), Свети Григорије Богослов 7. фебруара (25. јануар, по старом календару) и Свети Јован Златоуст 9. фебруара (27. јануара, по старом календару).
ТРОПАР (глас 4):
Јако апостолов јединоравнији и всељенија Учитељије, Владику всјех молите, мир всељењеј даровати и душам нашим велију милост.